# Parque de conservación Cleland

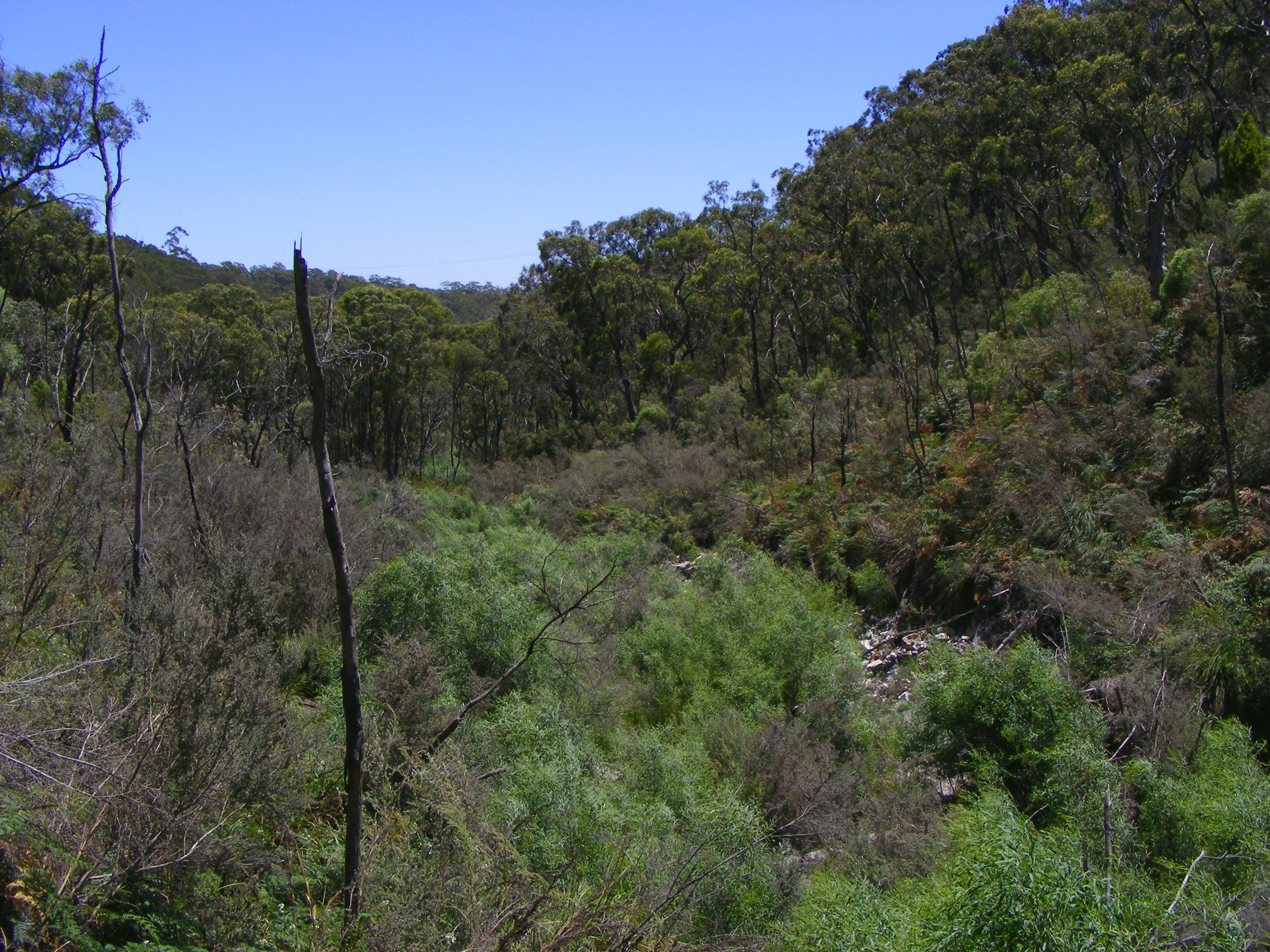
Vistas de Cleland

Cleland es un parque conservacionista en las Montañas de Adelaida, en Australia del Sur. Ubicado a sólo 12 km del centro de Adelaida, este parque preserva áreas vitales de pastos naturales frente a las Montañas de Adelaida e incluye el Parque de la Vida Salvaje de Cleland, mundialmente conocido.
Visitar Cleland es acercarse a la naturaleza y disfrutar la oportunidad de interactuar con animales australianos como los canguros, koalas y observar otros como los wombats, dingos y muchas especies de reptiles. El parque también tiene una variedad de especies raras y en peligro de extinción como los Yellow-footed Rock Wallaby, Southern Stone Curlew y Brush-tailed Bettong.
También se dispone de una guía aborigen para una visita cultural al camino aborigen Yurridla, ofreciendo la oportunidad de escuchar historias de ensueño sobre dingos, emús, koalas y Yurrabilla, el ancestro de la creación o también un paseo nocturno para descubrir los secretos de la zona. 
El parque está abierto todos los días del año salvo Navidad entre las 9:30 y las 17:00. Cada día, la entrada cierra a partir de las 16:30.